# Śryż

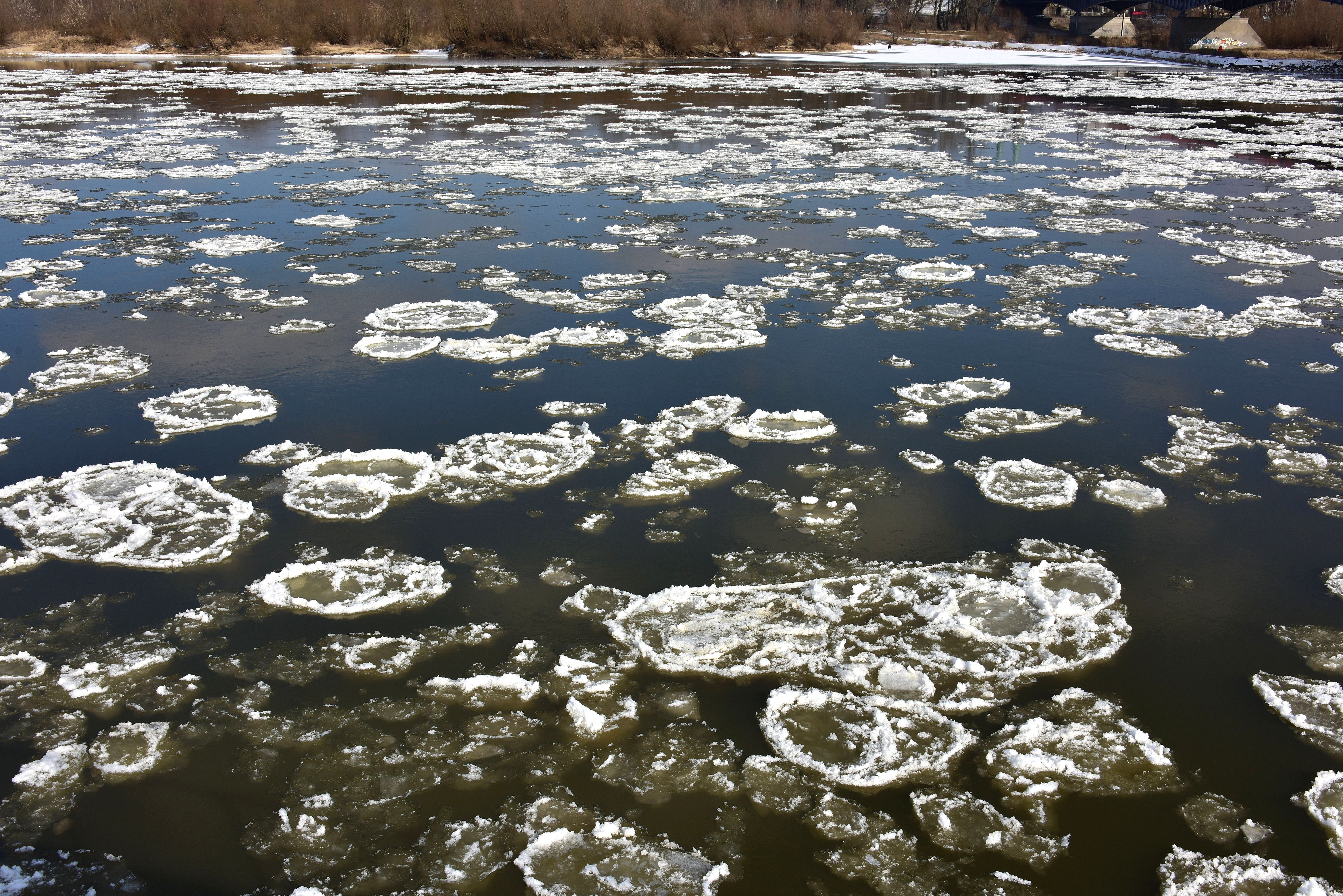
Śryż na Wiśle w Warszawie

Śryż (zwany też lodem prądowym; ang. shuga) – zjawisko lodowe, stanowiące etap zamarzania cieku lub zbiornika wodnego. Jest to jedna z początkowych postaci lodu.

## Opis
Śryż to skupisko gąbczastych bryłek utworzonych z kryształków lodu o kształcie igieł lub blaszek, mające kilka centymetrów średnicy. Powstaje z lepy lodowej lub śnieżnej, czasem z dodatkiem lodu dennego. Tworzy się w wodzie rzecznej w temperaturze nieznacznie niższej od 0 °C. Jest to początkowy etap formowania się pokrywy lodowej na rzece.
Śryż i lepa mogą zbijać się, tworząc większe krążki lodowe.